# バッカスハルモニ

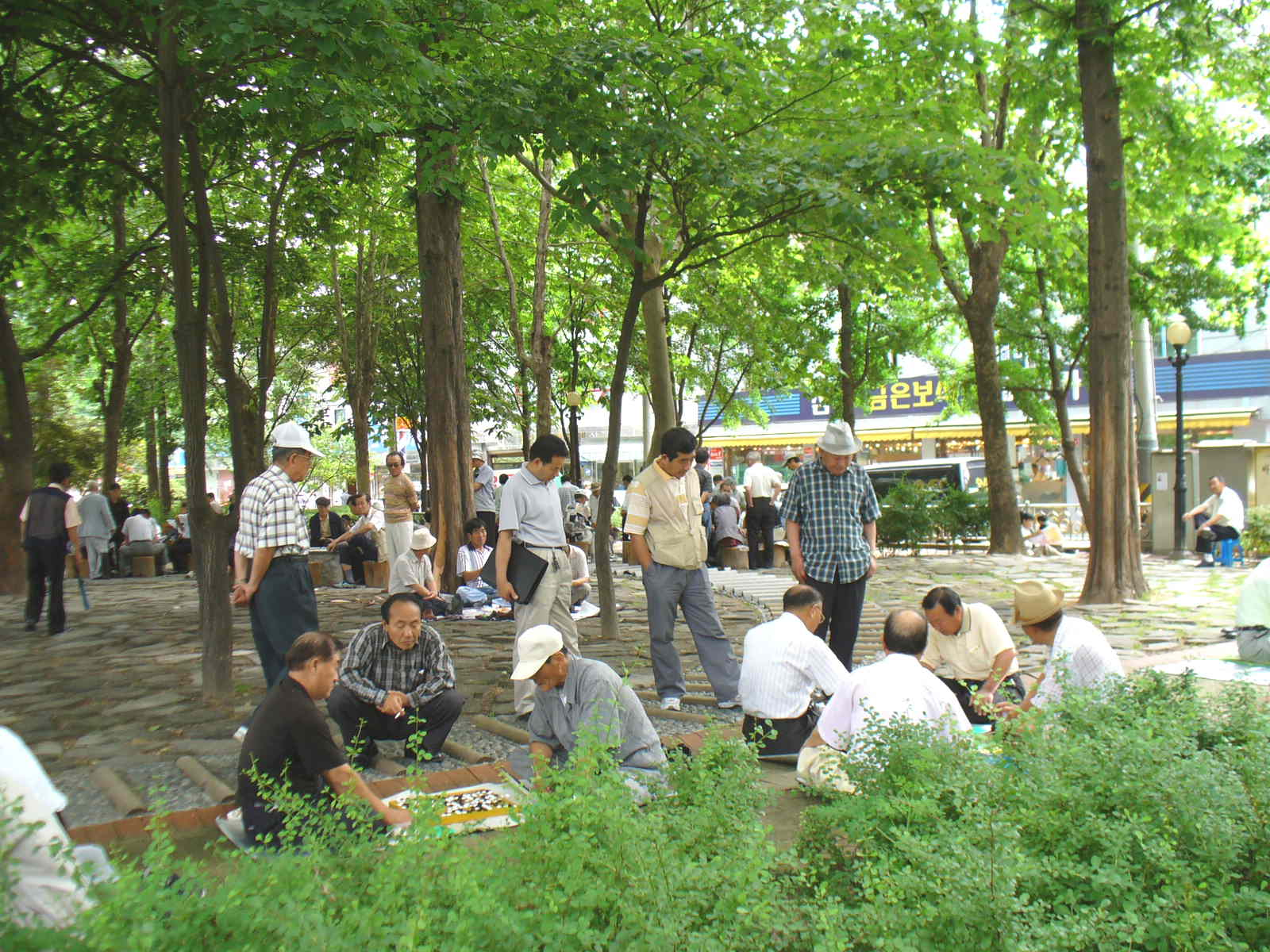
宗廟公園の風景

バッカスハルモニ (バッカスおばさん、朝鮮語: 박카스 할머니, bakkaseu halmeoni)はソウルのモーテルの近くの公園や大広場で客を誘う中高年の韓国人売春婦である。
彼女らは伝統的に、友人達との囲碁やおしゃべりのために高齢男性が集まっている公園で、韓国で人気のある栄養ドリンク「バッカスD（ko:박카스디）」を売りながら生計を立てていた。売春する女性には50歳代から80歳代さえいる。
バッカスハルモニは大体セックスを2万から3万ウォンもしくはその男性が常連客ならもっと安く売春する。
ある法廷の証言では、およそ400人の中高年女性がソウルの宗廟公園で活動している。 そして若いと20代から40代の韓国人男性もまた彼女らの買春客になっている。

## 概要
鐘路にある宗廟市民公園やタプコル公園周辺で韓国の代表的な栄養ドリンク「バッカスD」などを差し出しながら性売買を持ちかけて中高年男性に売春していることから中年女性、高齢女性の売春をしている中高年の女性が「バッカスハルモニ」と呼ばれている。
付近の駅の階段で滋養強壮剤を売る71歳女性によるとこの周辺で滋養強壮剤を売っている女性は約400人いて、滋養強壮剤の販売だけでは1日に5000ウォンをもうけるのがやっとだという。
宗廟公園周辺のソウル恵化警察署によると2012年10月までの10ヶ月で公園一帯で取り締まった56件の中で60代の人が28人、70代が7人だった。 恵化警察署の関係者は「40～50代は地下鉄の駅を拠点にして仕事をしていて、公園側にはお婆さんが多い」と話している。宗廟広場管理所の売春取締班長によると「2007年にも1928年生まれ、1923年生まれが取り締まりにひっかかることがあった。70代以上のお婆さんの売春は新しいことでもない」、「鍾路一帯で売春をする200人余りの15%程度は70代以上の高齢女性だろう」と推定した。
宗廟公園の「バッカスハルモニ」を研究してきたイ・ホスン韓国老人相談センター長は、「バッカスハルモニたちのおよそ半分は、若い時には売春をした経歴の無い生活を過ごしていた人たちだ」と話した。 ナム・キチョル同徳女子大学校教授(社会福祉学)は「韓国の老人売春の最も重要なポイントは韓国の老人貧困が問題であり、その中でも女性老人の貧困がさらに深刻だ」と指摘した。
高齢者の性問題講師として活動している女性文化センター長は「高齢者でも性的欲求が消えないのは男女同じである。高齢者はお互いに関係になる場がないから売春に、これがさらに性病の問題へと直結されている」と説明した。
ソウル地方警察庁の生活秩序課は、2015年2月22日から3月22日まで主に宗廟公園および鐘路一帯で取締りを強化した結果、性売買の容疑で68歳の女性など33人を在宅起訴した。